# La Belle Bleue
La Belle Bleue est un groupe de rock français, originaire de Guérande, en Loire-Atlantique.

## Biographie
La Belle Bleue est formé en 2004, à Guérande, en Loire-Atlantique, sous l'impulsion de deux chanteurs et guitaristes qui, portés par l'amour de la musique et des mots, décident d’allier leur complémentarité artistique. Le groupe trouve sa formule instrumentale à cinq, une orchestration qui se stabilise et révèle La Belle Bleue. Le mariage d'une formule rock portée par les guitares, la batterie et la basse avec le mélodica ou le souffle du didjeridoo est alors scellé. René Bergier explique que les membres viennent « tous de la Presqu’île » et qu'ils ont « fait 5 albums, dont un live. On tourne professionnellement depuis 2010 ».
Leur premier album, Partage ta folie, sort en 2007 sous le label Les Faubourgs d'Uranus, suivi en 2010 par un deuxième, intitulé Morceaux de papier, distribué par Coop Breizh. En 2013, ils sortent leur troisième album, Le Refuge,. En 2017, ils sortent leur quatrième album, Fenêtres, en format numérique le 24 février sur les plateformes de streaming, et sous format CD le 29 avril au Quai des Arts de Pornichet, en Loire-Atlantique, lors du concert avec Télégram.
Quinze ans après sa formation, le groupe recense une cinquantaine de concerts par an et quatre albums vendus « à au moins 70 000 exemplaires ». À l'occasion de leur quinzième anniversaire, en 2019, le groupe entame un concert à la salle du Ferrailleur à Nantes, l'occasion aussi d'y enregistrer un album live, intitulé Un soir à Nantes, sorti le 14 décembre 2019. En 2021, ils participent à un spectacle open air dans leur ville natale de Guérande.

## Membres

### Membres actuels
- René Bergier — chant, guitare
- Mathieu Picot — chant, guitare, tzouras
- Antoine Sorin — basse, contrebasse, chœurs
- David Gouin — guitare, didjeridoo, mélodica, clarinette, percussions, chœurs...
- Nicolas Hild — batterie

### Anciens membres
- Frédéric Perroux — batterie
- Anthony Cany — batterie
- Annabelle Calvez — batterie
- Adrien Deflassieux — batterie

## Discographie
- 2007 : Partage ta folie (Les Faubourgs d'Uranus)| No  | Titre                  | Durée |
| --- | ---------------------- | ----- |
| 1.  | Dansent les nuages     | 3:08  |
| 2.  | Folie                  | 5:37  |
| 3.  | La Fée                 | 3:17  |
| 4.  | Bel Instrument         | 4:57  |
| 5.  | Ma préférée            | 3:45  |
| 6.  | Les Faubourgs d'Uranus | 4:06  |
| 7.  | Le Signe               | 2:51  |
| 8.  | L'Orage                | 3:39  |
| 9.  | Mélodie                | 5:19  |
| 10. | Jamais être un vieux   | 5:47  |
| 11. | La Clef                | 3:25  |
| 12. | L'Arbre                | 4:07  |
| 13. | Le Bon Vieux Temps     | 8:50  |

- 2010 : Morceaux de papier (Les Faubourgs d'Uranus)| No  | Titre               | Durée |
| --- | ------------------- | ----- |
| 1.  | Dernier Humain      | 4:13  |
| 2.  | Chat de gouttière   | 3:14  |
| 3.  | Nu rodéo            | 2:52  |
| 4.  | Un pied dans l'plat | 4:10  |
| 5.  | Monsieur Jean       | 3:36  |
| 6.  | Les Moineaux        | 3:27  |
| 7.  | Le Manège           | 4:48  |
| 8.  | Coup de poignard    | 3:45  |
| 9.  | Colère              | 4:49  |
| 10. | Nina                | 2:23  |
| 11. | Expulsez-moi !      | 4:17  |
| 12. | Bouquet final       | 4:01  |
| 13. | Habitante cerveau   | 3:23  |
| 14. | Le Rêve hollandais  | 4:53  |
| 15. | Morceau de papier   | 2:17  |
| 16. | Des humains tout ça | 4:41  |
| 17. | Géants de bois      | 3:53  |
| 18. | Écrire              | 4:52  |

- 2013 : Le Refuge (Les Faubourgs d'Uranus)| No  | Titre                      | Durée |
| --- | -------------------------- | ----- |
| 1.  | Passager                   | 4:13  |
| 2.  | Le Ciment                  | 3:29  |
| 3.  | Adrénaline                 | 4:34  |
| 4.  | Rembobine                  | 4:17  |
| 5.  | Le Citron                  | 4:27  |
| 6.  | Le Triptyque               | 4:42  |
| 7.  | Les Éléphants du Morimondo | 3:45  |
| 8.  | La Valse du miroir         | 4:19  |
| 9.  | Le Refuge                  | 4:12  |
| 10. | Un an sans nom             | 3:54  |
| 11. | Si je laissais vivre       | 3:22  |
| 12. | Hier                       | 4:23  |
| 13. | L'Architecte               | 6:55  |

- 2017 : Fenêtres (Les Faubourgs d'Uranus)| No  | Titre                                              | Durée |
| --- | -------------------------------------------------- | ----- |
| 1.  | Fenêtres                                           | 3:33  |
| 2.  | À tes côtés                                        | 3:36  |
| 3.  | Mon bateau (feat. Laurent Kébous, Vincent Serrano) | 3:31  |
| 4.  | 100 phrases (feat. Maël Morel)                     | 6:42  |
| 5.  | Le Type à la tête du truc                          | 2:35  |
| 6.  | Renégat                                            | 5:29  |
| 7.  | Le Gardien du cimetière                            | 5:18  |
| 8.  | Noir (feat. Elisabeth Hardy)                       | 3:29  |
| 9.  | Amour revolver                                     | 3:46  |
| 10. | Avale                                              | 4:01  |
| 11. | Interlude                                          | 1:23  |
| 12. | Folie faïence                                      | 2:41  |
| 13. | La Berceuse                                        | 3:17  |
| 14. | La Machine                                         | 6:23  |

- 2019 : Un soir à Nantes (Live) (Les Faubourgs d'Uranus)| No  | Titre                  | Durée |
| --- | ---------------------- | ----- |
| 1.  | Dernier humain         |       |
| 2.  | La Machine             |       |
| 3.  | Passager               |       |
| 4.  | Le Manège              |       |
| 5.  | Le Citron              |       |
| 6.  | Fenêtres               |       |
| 7.  | Renégat                |       |
| 8.  | A tes Côtés            |       |
| 9.  | Les Faubourgs d'Uranus |       |
| 10. | Un Pied dans l'Plat    |       |
| 11. | Avale                  |       |
| 12. | Le Refuge              |       |
| 13. | Jamais être un vieux   |       |
| 14. | Explusez-moi           |       |
| 15. | Folie                  |       |